# Durvillaea antarctica
Durvillaea antarctica is een soort kelp uit het geslacht Durvillaea. De soort is een overheersende zeewier in de zeeën rondom het zuiden van Nieuw-Zeeland en Chili. 